# George Pake
George Edward Pake (Kent, 1º aprile 1924 – Tucson, 4 marzo 2004) è stato un fisico statunitense.
È conosciuto soprattutto per il suo contributo alla fondazione del Xerox PARC.

## Onorificenze
Pake ha ricevuto nel 1987 la National Medal of Science.